# Исабеков, Азимбек Бейшембаевич
Азимбек Бейшембаевич Исабеков (род. 4 апреля 1960, Арашан, Аламединский район) — киргизский государственный деятель, 11-й премьер-министр Киргизской Республики с 29 января по 29 марта 2007 года.

## Биография
Образование высшее. В 1986 году окончил Киргизский государственный национальный университет (КГНУ) по специальности «экономист».
После окончания университета направлен на комсомольскую работу. В первой половине 1990-х годов возглавлял ряд коммерческих структур.
С 1997 года работает в «команде» будущего президента Кыргызстана Курманбека Бакиева. С 1997 по 2000 годы — руководитель аппарата Чуйской облгосадминистрации, в 2000—2001 годах — заместитель главы Чуйской облгосадминистрации, в 2001—2002 годах — заведующий отделом организационной, кадровой работы с местными госадминистрациями и органами местного самоуправления Аппарата премьер-министра Киргизской Республики.
После отставки правительства Бакиева Азим Исабеков занимал посты директора Государственного фонда по развитию экономики (2002—2004), начальника налоговой инспекции Сокулукского района (2004—2005).
После Тюльпановой революции в марте 2005 года Азим Исабеков назначен и. о. руководителя Аппарата премьер-министра. После избрания Курманбека Бакиева президентом Кыргызстана в ноябре 2005 года, назначен первым заместителем руководителя Администрации президента Киргизской Республики, курировал вопросы организационной и кадровой работы.
С мая 2006 года по январь 2007 года — министр сельского, водного хозяйства и перерабатывающей промышленности Киргизской Республики.
29 января 2007 года на заседании парламента Азим Исабеков назначен премьер-министром Киргизской Республики.
28 марта того же года он заявил об увольнении нескольких министров своего правительства, но не был поддержан президентом Курманбеком Бакиевым. На следующий день он подал президенту прошение об отставке.